# Stéphane N'Guéma
Stéphane N'Guéma (Libreville, 20 novembre 1984) è un calciatore gabonese con passaporto francese, attaccante dell'US Bitam e della Nazionale gabonese.